# 沃洛德米里夫卡 (庫皮揚斯克區)
49°50′35″N 37°19′36″E / 49.84306°N 37.32667°E
沃洛德米里夫卡（烏克蘭語：Володимирівка）是位於烏克蘭東部的村莊，由哈爾科夫州庫皮揚斯克區的舍夫琴科韦市镇負責管轄。該村距離大布爾盧克河、斯莫利夫卡和舍夫琴科韋2公里，始建於1920年，面積0.35平方公里，海拔高度147米，2001年人口68。